# Maria Jeżak-Athey
Maria Jeżak-Athey – polska łyżwiarka figurowa, startująca w parach sportowych z Lechem Matuszewskim. Uczestniczka mistrzostw Europy, 3-krotna mistrzyni Polski (1979–1981). Po zakończeniu kariery amatorskiej została trenerką łyżwiarstwa figurowego. 
Pracuje w klubie łyżwiarskim Addison Ice Arena w Chicago. Wśród jej wychowanków byli m.in. mistrz olimpijski 2010 Evan Lysacek, Alexa Scimeca. Przez wiele lat współpracowała z Polskim Związkiem Łyżwiarstwa Figurowego szkoląc okresowo młodych zawodników z Polski. 

## Osiągnięcia
Z Lechem Matuszewskim
| Zawody             | 1979           | 1980           | 1981           |                |                |                |                |                |                |                |                |                |                |                |                |                |                |
| Międzynarodowe     | Międzynarodowe | Międzynarodowe | Międzynarodowe | Międzynarodowe | Międzynarodowe | Międzynarodowe | Międzynarodowe | Międzynarodowe | Międzynarodowe | Międzynarodowe | Międzynarodowe | Międzynarodowe | Międzynarodowe | Międzynarodowe | Międzynarodowe | Międzynarodowe | Międzynarodowe |
| ------------------ | -------------- | -------------- | -------------- | -------------- | -------------- | -------------- | -------------- | -------------- | -------------- | -------------- | -------------- | -------------- | -------------- | -------------- | -------------- | -------------- | -------------- |
| Mistrzostwa Europy | 9              | 10             |                |                |                |                |                |                |                |                |                |                |                |                |                |                |                |
| Krajowe            |                |                |                |                |                |                |                |                |                |                |                |                |                |                |                |                |                |
| Mistrzostwa Polski | 1              | 1              | 1              |                |                |                |                |                |                |                |                |                |                |                |                |                |                |